# Социальный туризм в России
Социальный туризм в России — туризм, полностью или частично осуществляемый за счёт средств бюджета, государственных внебюджетных фондов и работодателей.

## Описание
Социальный туризм в России, включая его определение, регулируется федеральным законом «Об основах туристской деятельности в Российской Федерации» (с поправками от 5 февраля 2007 года). В соответствии с законом социальный туризм является «приоритетным направлением государственного регулирования туристской деятельности», однако, по состоянию на 2010 год, не было принято почти ни одного соответствующего нормативного акта, что приводит к тому, что нормы закона рассматриваются исследователями как декларативные. Некоторые субъекты РФ, в частности Краснодарский край и Санкт-Петербург, предпринимают попытки регламентировать необходимые условия развития социального туризма: установить нормы финансовой поддержки, определить перечень лиц, которые могут претендовать на частичное погашение туристских расходов.
В отличие от России социальный туризм в европейских странах не имеет социально-обеспечительного характера и построен на системах отпускных чеков, которые выпускает специализированный орган и в дальнейшем распространяет их среди работодателей и общественных организаций, реализующих эти чеки работникам с большой скидкой. В России же роль государства в отличие от Европы состоит не в создании соответствующих условий для функционирования практически самоокупаемой системы социального туризма, но скорее в её финансировании.
Социальный туризм в России тесно связан с санаторно-курортным лечением. Вследствие характера санаторно-курортных услуг и способа их оплаты они не могут быть признаны туристским продуктом, между их потребителем и поставщиком не возникает договорных отношений и соответствующих прав туриста. Преимущественно финансирование социального туризма происходит за счёт средств бюджета (что обусловлено законодательством о социальной защите граждан), а также внебюджетных фондов. Третий источник финансирования — средства работодателей, у которых Трудовым кодексом РФ не предусмотрено такого обязательства. 

## Предпринимательство в социальном туризме
Помимо государства и фондов действенную финансовую поддержку социальному туризму оказывают социальные предприниматели, которые стремятся сделать доступными туристические услуги за счёт бизнес-подхода и инновационных решений, одновременно участвуя в тендерах на получение льготных займов и грантов. 
Одним из примеров реализации предпринимательства в сфере социального туризма является Камчатский центр молодёжного туризма «Росомаха», использующий в своей работе стратегию 50/50, состоящую в том, что «половину каждой туристической группы составляют так называемые полновесные туристы, а вторая половина приходится на туристов социальных».